# Maxence Parrot
Maxence Parrot, detto Max (Cowansville, 6 giugno 1994), è un ex snowboarder canadese.

## Biografia
Specialista di big air e slopestyle, ha esordito in Coppa del Mondo di snowboard il 29 ottobre 2010 a Londra.
Ha rappresentato il Canada all'edizione dei Giochi olimpici invernali di Pyeongchang 2018, occasione in cui ha conquistato la medaglia d'argento nello slopestyle, alle spalle dello statunitense Redmond Gerard.
Nel dicembre 2018 è stato colpito da un linfoma di Hodgkin, tumore del sistema linfatico. Ha quindi dovuto temporaneamente abbandonare la carriera agonistica per sottoporsi alle cure - che hanno incluso 12 cicli di chemioterapia -, terminate positivamente nel giugno 2019. Ha quindi ripreso l'attività sportiva. La vicenda è stata raccontata nel documentario Max - La vita come una medaglia d'oro. Ai Mondiali di Aspen 2021 ha vinto l'argento nel big air, sua prima medaglia iridata.
Ai Giochi di Pechino 2022 si è laureato campione olimpico nello slopestyle, davanti al diciassettenne cinese Su Yiming e al connazionale Mark McMorris. Nella stessa edizione ha ottenuto il bronzo nel big air.

## Palmarès

### Olimpiadi
- 3 medaglie:
  - 1 oro (slopestyle a Pechino 2022)
  - 1 argento (slopestyle a Pyeongchang 2018)
  - 1 bronzo (big air a Pechino 2022)

### Mondiali
- 1 medaglia:
  - 1 argento (big air ad Aspen 2021)

### Winter X Games
- 14 medaglie:
  - 8 ori (big air, slopestyle ad Aspen 2014; big air ad Aspen 2016; big air ad Aspen 2017; big air ad Aspen 2018; big air a Fornebu 2019; big air ad Aspen 2020; slopestyle ad Hafjell 2020)
  - 6 argenti (slopestyle ad Aspen 2013; big air ad Aspen 2015; big air ad Oslo 2016; big air ad Hafjell 2017; big air a Hafjell 2020; big air ad Aspen 2022)

### Coppa del Mondo
- Vincitore della Coppa del Mondo di big air nel 2016 e nel 2021
- 12 podi:
  - 8 vittorie
  - 3 secondi posti
  - 1 terzo posto

#### Coppa del Mondo - vittorie
| Data             | Luogo           | Paese       | Disciplina |
| ---------------- | --------------- | ----------- | ---------- |
| 19 gennaio 2014  | Stoneham        | Canada      | SBS        |
| 11 febbraio 2016 | Boston          | Stati Uniti | BA         |
| 13 febbraio 2016 | Québec          | Canada      | BA         |
| 17 dicembre 2016 | Copper Mountain | Stati Uniti | BA         |
| 20 gennaio 2017  | Laax            | Svizzera    | SBS        |
| 24 marzo 2018    | Québec          | Canada      | BA         |
| 14 dicembre 2018 | Pechino         | Cina        | BA         |
| 9 gennaio 2021   | Kreischberg     | Austria     | BA         |

Legenda:

SBS = Slopestyle

BA = Big air